# Burjatien

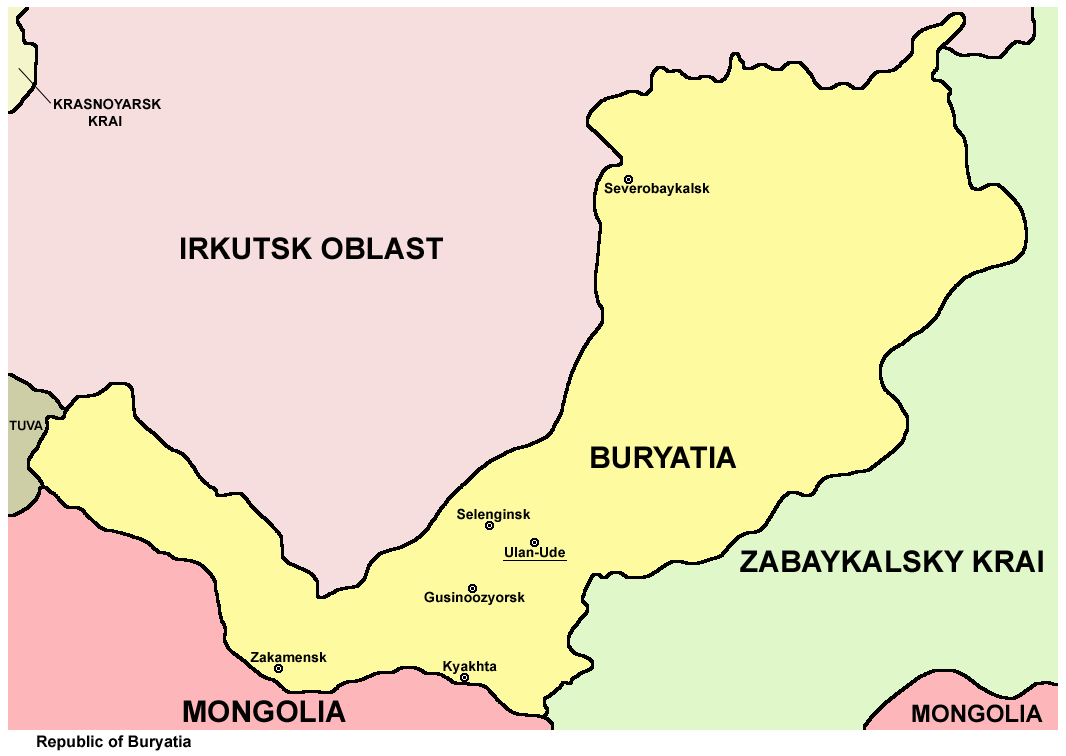
Karta över Burjatien.

Burjatien, egentligen republiken Burjatien (ryska: Республика Бурятия, Respublika Burjatija; burjatiska: Буряад Улас, Burjaad Ulas), är en delrepublik vid Bajkalsjön i Sibirien i sydöstra Ryssland. Den sträcker sig längs Bajkalsjöns norra, östra och södra stränder ned till Mongoliet med en yta på 351 300 km², bestående till största del av bergiga skogsområden på uppemot 3 500 meter över havet. Republiken har lite mindre än 1 miljon invånare; av dessa är omkring 75 procent ryssar och knappt 25 procent burjater. Huvudstad är Ulan-Ude som är en station på den transsibiriska järnvägen. Republikens president är Vjatjeslav Nagovitsyn sedan den 10 juli 2007. Officiella språk är ryska och burjatiska.
Viktiga näringar är skogsindustri och framställande av mineralerna volfram, molybden, mangan, järn, nickel, guld, asbest, apatit och brunkol. Jordbruket domineras av boskapsskötsel, vilket tar ungefär tio procent av markytan i anspråk.
Namnet Burjatien antas att ha kommit från burjatiska frasen "burj-ata" där burj betyder "varg" och ata betyder "fader".

## Historia
Den ryska kolonisationen inleddes på 1600-talet då ryska guldgrävare och pälsjägare sökte sig till området. Burjatien blev ryskt genom fördraget i Nertjinsk år 1689 och fördraget i Kjachta 1727, då territoriet på båda sidor Bajkalsjön skiljdes från Qingimperiet.
År 1923 bildades Burjatisk-mongoliska autonoma socialistiska sovjetrepubliken som en del av Sovjetunionen utifrån de två burjat-mongoliska och mongol-burjatiska oblasten, vilka än tidigare utgjort provinsen Bajkal (Pribajkalskaja gubernija), där även en rysk befolkning levde. För att skingra burjaterna separerades 1937 ett antal län (rajon) från republiken och bildade burjatiska autonoma okrugen Ust-Orda och Aga, samtidigt som vissa län utelämnades. Omkring 10 000 burjater dödades för att kväsa den burjatiska nationalismen. År 1958 togs "mongoliska" bort ur namnet. 
Burjatiska autonoma socialistiska sovjetrepubliken utropade sig som självständig från Sovjetunionen 1990, och antog namnet republiken Burjatien 1992. Burjatiens nya konstitution antogs av parlamentet, Folkets hural, år 1994. År 1995 slöts ett bilateralt avtal med Ryska federationen.

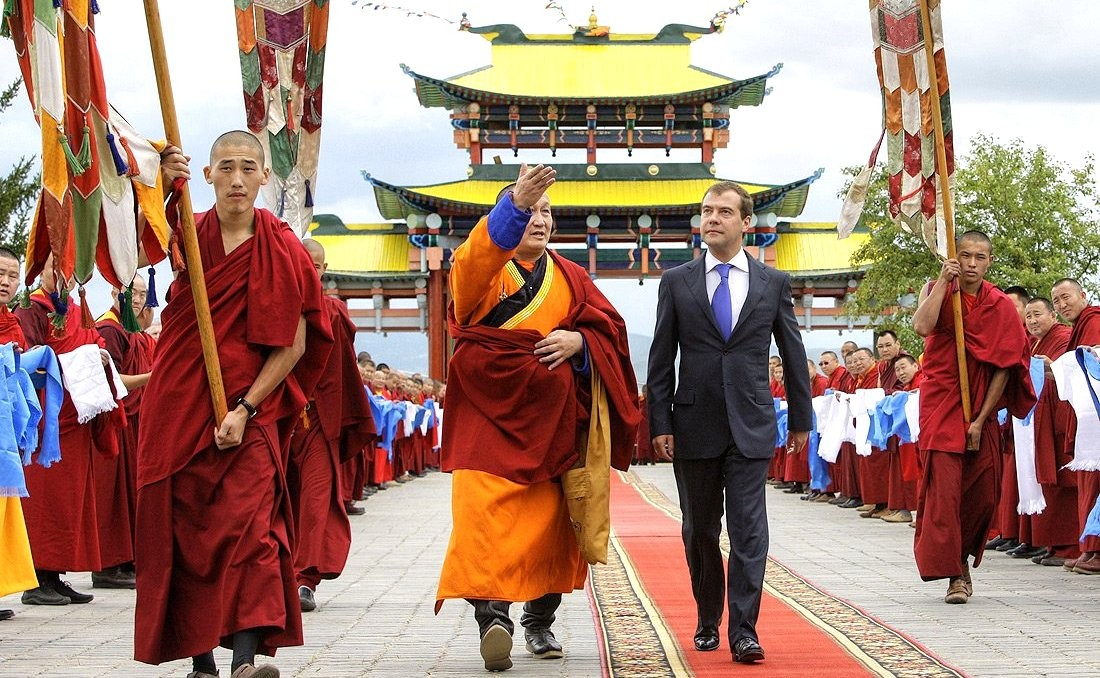
Dmitrij Medvedev besöker ett buddhatempel i Burjatien år 2009.